# کلیم‌الله خان (بازیکن فوتبال)
کلیم‌الله خان (اردو: کلیم‌الله خان؛ زادهٔ ۲۰ سپتامبر ۱۹۹۲) بازیکن فوتبال اهل پاکستان است.
از باشگاه‌هایی که در آن بازی کرده است می‌توان به باشگاه فوتبال دوردوی بیشکک اشاره کرد.
وی همچنین در تیم‌های ملی فوتبال زیر ۲۳ سال پاکستان و پاکستان بازی کرده است.